# Coupe d'Arménie de football 2000
Navigation
Coupe d'Arménie 1999 Coupe d'Arménie 2001
La Coupe d'Arménie 2000 est la 9e édition de la Coupe d'Arménie depuis l'indépendance du pays. Elle prend place entre le 18 mars et le 27 mai 2000.
Un total de quatorze équipes participe à la compétition, correspondant à l'ensemble des huit clubs de la première division 2000 auxquels s'ajoutent six équipes du deuxième échelon.
La compétition est remportée par le Mika Ashtarak s'impose face au Zvartnots-AAL Erevan à l'issue de la finale pour gagner sa première coupe nationale. Cette victoire permet au Mika de se qualifier pour la Coupe UEFA 2000-2001.

## Huitièmes de finale
Les matchs aller sont disputés les 18 et 19 mars 2000, et les matchs retour les 29 et 30 mars suivant.
| Équipe 1                | Score   | Équipe 2                  | Aller   | Retour  |
| ----------------------- | ------- | ------------------------- | ------- | ------- |
| Shirak FC (D1)          | 5 - 0   | (D2) Dinamo-2 Erevan      | 1 - 0   | 4 - 0   |
| Kilikia Erevan (D1)     | Forfait | (D2) Lori FC              | Forfait | Forfait |
| Dinamo Erevan (D1)      | 3 - 0   | (D2) FIMA Erevan          | 2 - 0   | 1 - 0   |
| Dvin Artachat (en) (D2) | 1 - 17  | (D1) Zvartnots-AAL Erevan | 1 - 10  | 0 - 7   |
| Araks Ararat (D1)       | 12 - 0  | (D2) Kotayk Abovian       | 8 - 0   | 4 - 0   |
| Karabakh Erevan (D2)    | 2 - 9   | (D1) Mika Ashtarak        | 1 - 8   | 1 - 1   |
| Nairi Erevan (en) (D2)  | Forfait | (D1) Lernagorts Kapan     | Forfait | Forfait |
| Ararat Erevan (D1)      | 6 - 0   | (D2) Armenicum Erevan     | 2 - 0   | 4 - 0   |

## Quarts de finale
Les matchs aller sont disputés les 9 et 18 avril 2000, et les matchs retour entre le 16 et le 22 avril.
| Équipe 1                  | Score | Équipe 2              | Aller | Retour  |
| ------------------------- | ----- | --------------------- | ----- | ------- |
| Shirak FC (D1)            | 1 - 2 | (D1) Kilikia Erevan   | 0 - 1 | 1 - 1   |
| Zvartnots-AAL Erevan (D1) | 3 - 2 | (D1) Dinamo Erevan    | 3 - 0 | 1 - 2   |
| Mika Ashtarak (D1)        | 2 - 1 | (D1) Araks Ararat     | 0 - 1 | 2 - 0   |
| Ararat Erevan (D1)        | 4 - 0 | (D1) Lernagorts Kapan | 4 - 0 | Forfait |

## Demi-finales
Les matchs aller sont disputés le 4 mai 2000, et les matchs retour les 13 et 14 mai suivants.
| Équipe 1                  | Score | Équipe 2            | Aller | Retour  |
| ------------------------- | ----- | ------------------- | ----- | ------- |
| Ararat Erevan (D1)        | 4 - 5 | (D1) Mika Ashtarak  | 3 - 4 | 1 - 1   |
| Zvartnots-AAL Erevan (D1) | 1 - 0 | (D1) Kilikia Erevan | 1 - 0 | Forfait |

1. ↑  Le match retour de la confrontation entre le Zvartnots-AAL et le Kilikia Erevan est abandonné à la 51e minute de jeu lorsque les joueurs du Kilikia quittent le terrain et refusent de poursuivre la rencontre. Le score était alors de 0-0.

## Finale
La finale de cette édition oppose le Mika Ashtarak au Zvartnots-AAL Erevan. Les deux équipes disputent à cette occasion leur première finale de coupe.
La rencontre est disputée le 27 mai 2000 au stade Kotayk (en) d'Abovian. Le premier but du match est inscrit peu après la demi-heure de jeu lorsque Grigor Mkrtchian donne l'avantage au Mika à la 33e minute. Le Zvartnots réagit cependant dix minutes plus tard par l'intermédiaire de Mher Avanesian, qui remet les deux équipes à égalité juste avant la pause. Le Mika finit par reprendre l'avantage à un quart d'heure de la fin sur un but de Sarkis Nordikian qui porte le score à 2-1. Le résultat ne change plus par la suite et permet au Mika de remporter sa première coupe nationale.
| Entraîneur :    |
| Eduard Markarov |

| Entraîneur :             |
| Samvel Khasaboglian (ru) |

| Entraîneur :    |
| Eduard Markarov |

| Entraîneur :             |
| Samvel Khasaboglian (ru) |